# Міста Гаяни
Міста Гаяни.
У Гаяні міста поділяються, за британським зразком, на сіті (одне місто, столиця) і тауни (8 населених пунктів).
Столиця має населення понад 100 тисяч, 
Нижче перелічено усі міста (сіті і таун) 
| Назва         | Населення (2012) |
| ------------- | ---------------- |
| Джорджтаун    | 118 363          |
| Лінден        | 27 277           |
| Нью-Амстердам | 17 329           |
| Ганна-Реджина | 11 793           |
| Корривертон   | 11 386           |
| Бартика       | 8 004            |
| Роуз-Холл     | 4 333            |
| Летем         | 1 702            |
| Мабарума      | 1 254            |